# Abdelkrim Laribi
Abdelkrim Laribi (Tiaret, Argelia francesa, 15 de octubre de 1943-23 de septiembre de 1995) fue un futbolista de Argelia que jugó en la posición de guardameta.

## Carrera

### Club
| Periodo   | Club           |
| --------- | -------------- |
| 1962-1970 | JSM Tiaret     |
| 1970-1977 | IRB Sougueur   |
| 1977-1978 | WAB Tissemsilt |
| 1978-1979 | FCB Frenda     |

### Selección nacional
Jugó para Argelia en cinco ocasiones de 1967 a 1968 y participó en la Copa Africana de Naciones 1968.

## Logros
- Championnat National de Première Division 2 (1): 1969/70
- División Nacional Amateur (1): 1966/67